# Cyrtodactylus darmandvillei
Cyrtodactylus darmandvillei là một loài thằn lằn trong họ Gekkonidae. Loài này được Weber mô tả khoa học đầu tiên năm 1890.